# (4861) Nemirovskij
(4861) Nemirovskij est un astéroïde de la ceinture principale.

## Description
(4861) Nemirovskij est un astéroïde de la ceinture principale. Il fut découvert le 27 août 1987 à Naoutchnyï par Lioudmila Karatchkina. Il présente une orbite caractérisée par un demi-grand axe de 2,89 UA, une excentricité de 0,23 et une inclinaison de 3,5° par rapport à l'écliptique.

## Compléments